# Tanjung Piayu
Tanjung Piayu is een bestuurslaag in het regentschap Batam van de provincie Riau-archipel, Indonesië. Tanjung Piayu telt 10.694 inwoners (volkstelling 2010).